# Isla de Madura
La isla de Madura (en indonesio, Pulau Madura) es una isla costera de Indonesia localizada en la costa noreste de la isla de Java, de la que la separa el estrecho de Madura, en cuya ribera javanesa está el puerto de Surabaya.
Tiene una superficie aproximada de 4.250 km² (que la convierten en la 129ª isla del mundo) y una población de más de tres millones y medio de habitantes (2005), pertenecientes en su mayoría a la etnia maduresa. El idioma principal de Madura es el madurés o lengua maduresa, que es utilizado también en parte de Java Oriental y por muchos habitantes de otras 66 islas. 
Desde junio de 2009, la isla está comunicada mediante un puente (el puente Suramadu, el mayor de Indonesia) con la isla de Java, atravesando el homónimo estrecho de Madura.
Administrativamente, la isla de Madura pertenece a la provincia de Java Oriental.

## Administración
La isla de Madura es parte de la provincia de Java Oriental, y se divide en cuatro regencias (kabupaten): 
1. Regencia de Bangkalan
2. Regencia de Sampang
3. Regencia de Pamekasan
4. Regencia de Sumenep

La regencia de Sumenep incluye un grupo de pequeñas islas localizadas al este de Madura, las islas Kangean.

## Economía
En conjunto, Madura es una de las regiones más pobres de la provincia de Java Oriental. A diferencia de Java, el suelo no es lo suficientemente fértil para que sea un importante productor agrícola. Las limitadas oportunidades para otros sectores económicos han provocado un desempleo crónico y pobreza. Estos factores han dado lugar a una prolongada emigración en la isla, de manera que las personas étnicamente más madureses no viven ahora en Madura. Nativos de Madura fueron algunos de los participantes más numerosos en los programas de transmigración del gobierno, trasladándose a otras partes de Indonesia. 
La agricultura de subsistencia es el principal pilar de la economía. El maíz es un cultivo de subsistencia clave, que se cultiva en muchas pequeñas parcelas en la isla. La cría de ganado es también una parte crítica de la economía agrícola, proporcionando un ingreso adicional a las familias campesinas, además de ser la base para la famosas competiciones de carreras de toros de Madura. La pesca artesanal también es importante para la economía de subsistencia. 
Entre las industrias de exportación, el cultivo de tabaco es un importante contribuyente a la economía de la isla. El suelo de Madura, aunque no permite el cultivo de muchos alimentos, si hace que la isla sea una importante productora de tabaco y clavo de olor para la industria doméstica del kretek (cigarrillo de clavo). Desde la época neerlandesa, la isla ha sido también un importante productor y exportador de sal. 
Bangkalan, en el extremo occidental de la isla, se ha industrializado considerablemente desde la década de 1980. Esta región está dentro de un corto trayecto en ferry desde Surabaya, la segunda ciudad mayor de Indonesia, y ha adquirido un papel comosuburbio para los viajeros a Surabaya, y como localización de industrias y servicios que necesitan estar cerca de la ciudad. El puente Surabaya-Madura (Suramadu Bridge), que se inauguró en 2009, se espera aumente aún más la interacción de la zona de Bangkalan con la economía regional.

### Moneda

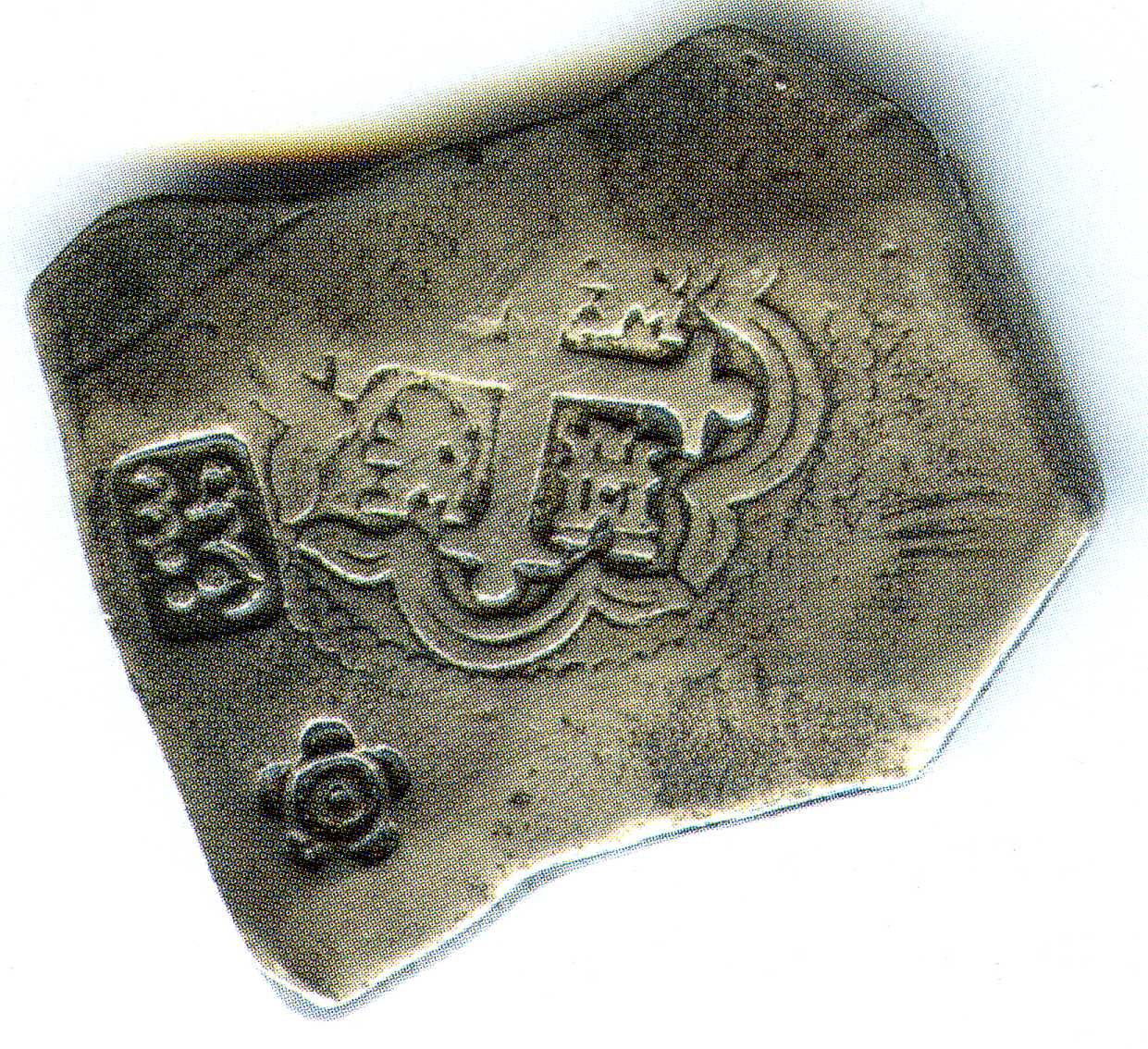
Moneda con leyenda y flor de Soumanap.

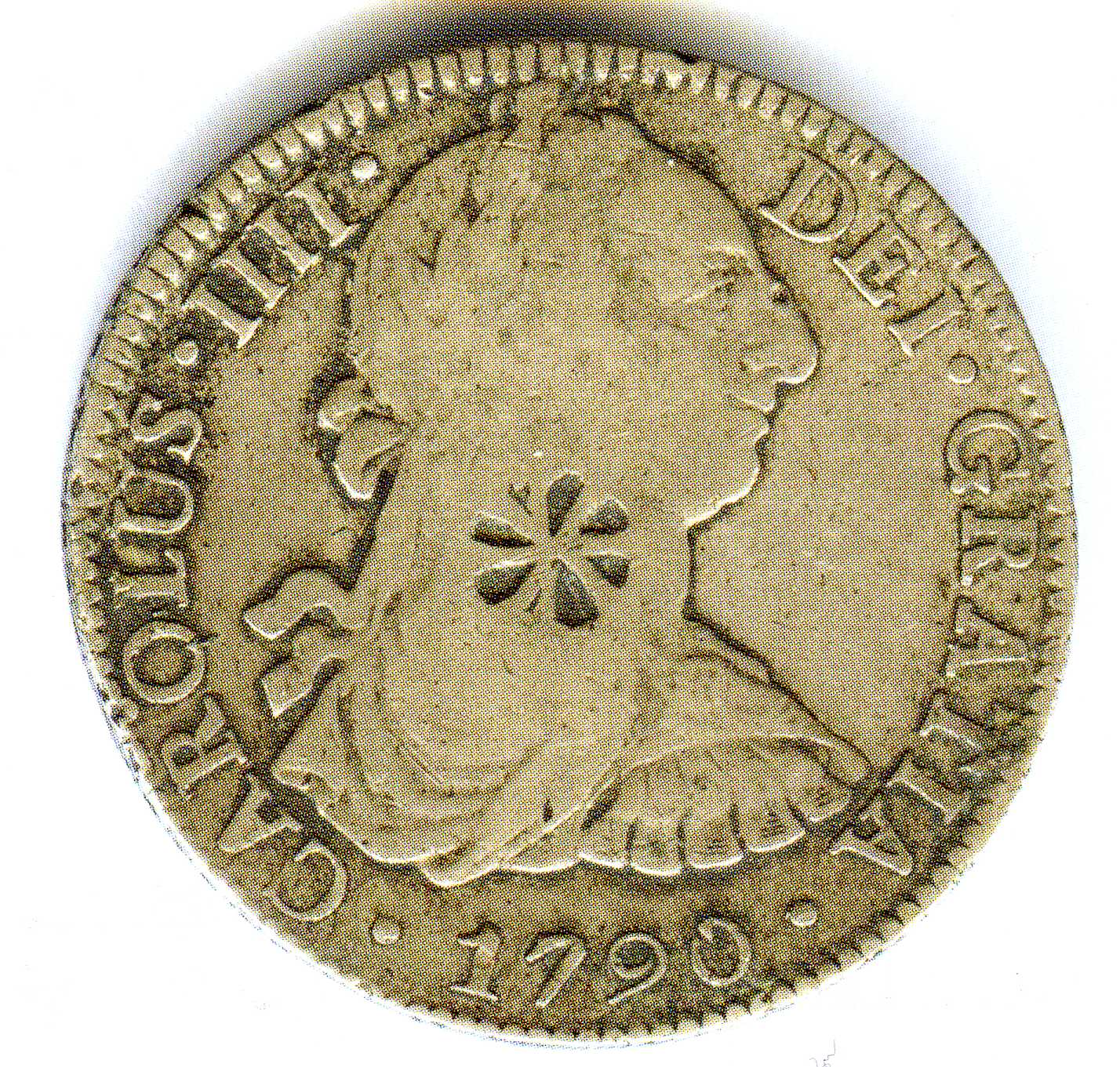
Moneda de Carlos IV con estrella de Soumanap.

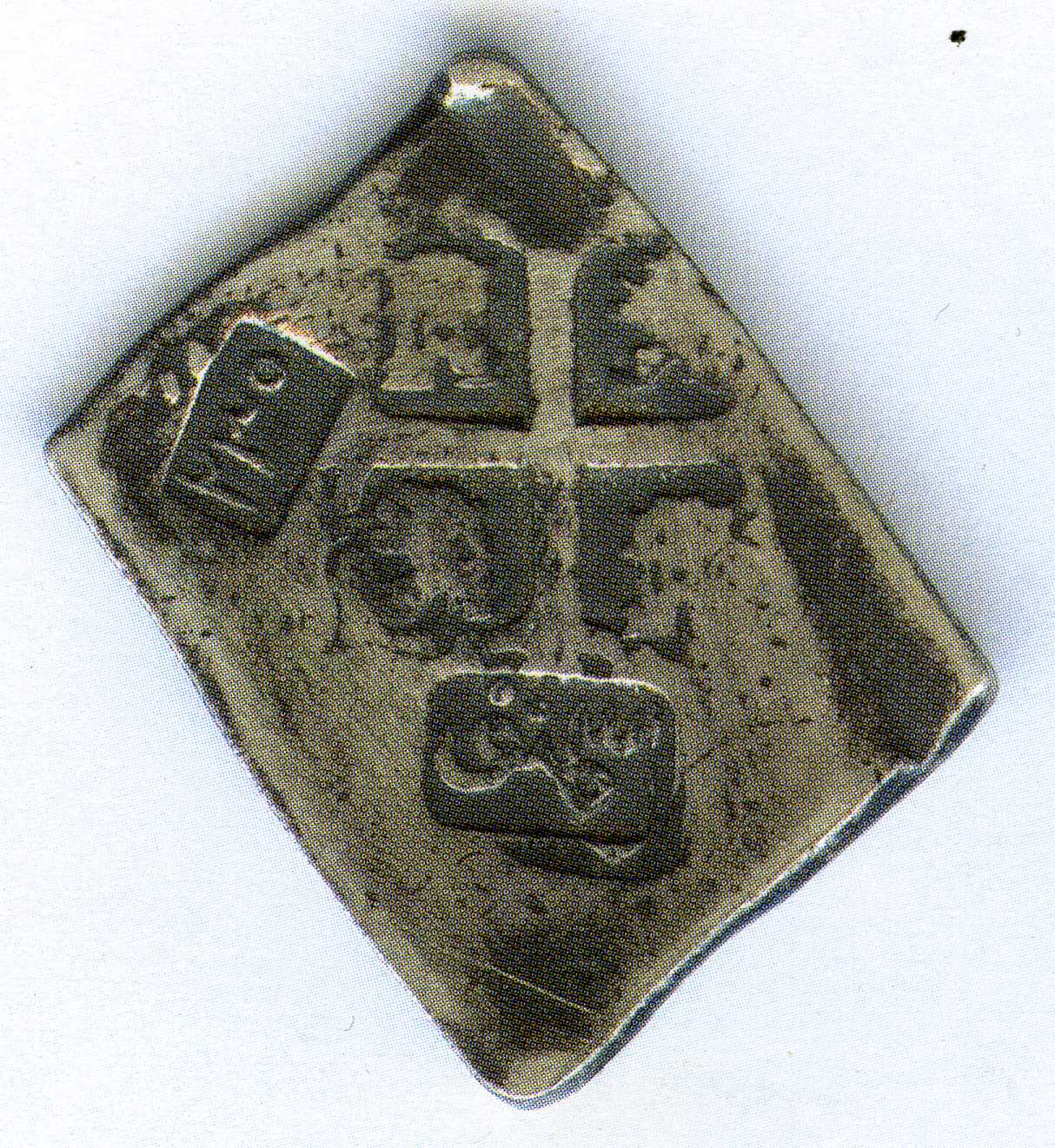
Moneda con leyenda en árabe.

Durante el reinado del sultán Pakunata (1810 – 1855) se contramarcaron diferentes tipos de monedas de plata con el objetivo de garantizar su valor y circulación en todo el territorio. Las principales monedas que se marcaron fueron las holandesas, españolas y austriacas, aunque también se conocen algunas piezas de 5 francos franceses y 960 reis brasileños. En el puerto de Soumanap los piratas malayos  contramarcaron con diferentes caracteres árabes piezas de 8 reales hispanoamericanos, 5 francos de Napoleón y talers de María Teresa I de Austria. Su punzón era ovalado, rectangular o cuadrado, y llevaba en árabe o malayo la inscripción “Soumanap”. Algunas de estas monedas, para garantizar la buena ley de su plata, fueron contramarcadas con una marca supletoria consistente en una rueda budista. Existen otras dos contramarcas que corresponde a la isla de Madura, y que consisten en flor dentro de rombo, y otra más tosca que solo presenta una estrella de seis brazos.

## Cultura

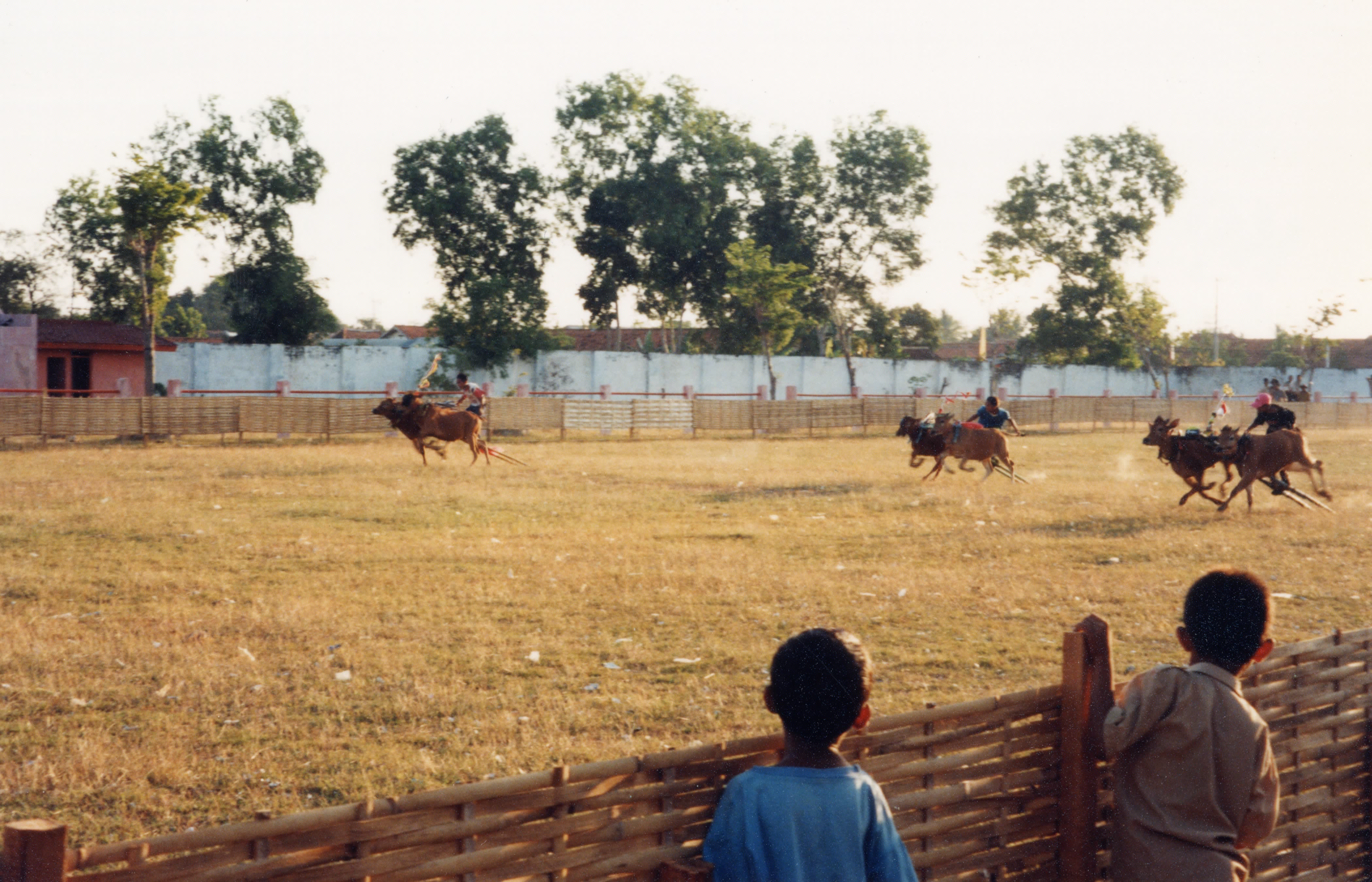
Carreras de tiros de toros en Sumenep, Madura.

La lengua maduresa, diferente del javanés, forma ella sola un grupo de la rama de lenguas malayo-polinesias de las lenguas austronesias. 

### Carreras de toros
Madura es famosa por ser el lugar en que se celebran competiciones de carreras de toros, en las que un jinete, por lo general un muchacho, conduce un simple trineo de madera tirado por un par de toros, en una carrera de unos 100 metros que dura de diez a quince segundos. Varias ciudades de la isla celebran cada año estas carreras en agosto y septiembre, con un gran final, el Trofeo Presidencial, que se celebra en Pamekasan a finales de septiembre u octubre. 

### Música y teatro
Varias formas musicales y teatrales son populares en Madura, en particular entre las personas más pobres a quienes brindan una forma barata de entretenimiento y que aglutina las comunidades. El teatro topeng, que consiste en representaciones de máscaras de historias clásicas, como el Ramayana y el Mahábharata, es el arte madurés más conocido fuera de la isla, debido al papel de representante del arte madurés en las exposiciones de culturas regionales de toda Indonesia. Sin embargo, las representaciones son raras en Madura, y generalmente se limitan al entretenimiento en grandes funciones oficiales. El teatro loddrok, menos formal y en el que los artistas no usan máscaras y en el que se representan una amplia gama de temas, es más popular en la isla. 
Hay orquestas gamelan (también conocido por ser un instrumento clásico de Java) en Madura, donde varias de las antiguas cortes reales, como en Bangkalan y Sumenep, poseían elaborados gamelanes. La música tongtong, más exclusiva de Madura, se toca con varios tambores de madera o bambú, y con frecuencia acompaña a las competiciones de carreras de toros.

### Barcos
Los madureses solían ser excelentes marinos. Los barcos madureses llevaban cargamentos de madera procedentes de otras islas, como Borneo, y eran utilizadas para comerciar entre Indonesia y Singapur. Entre las embarcaciones tradicionales de Madura destacan la golekan y la leti-leti (o leteh-leteh).

## Historia
El Nagarakretagama, poema épico escrito en 1365 durante el reinado del rey Hayam Wuruk (1350-89) de Majapahit, reseña una lista de "países dependientes" de Majapahit, que además de Madura, Sonda y Bali, va desde Pahang, en Malasia, a Gurun en las Molucas, pasando por Malayu, en Sumatra y Bakulapura, en Borneo. 
En su Suma Oriental, Tomé Pires (1465-1540), un boticario portugués que vivió en Malaca desde 1512 hasta 1515, cuyo gobernante era musulmán, escribió que Madura no era musulmana. Según la tradición, los madureses habrían comenzado a convertirse al islam en 1528, es decir, justo después de la toma en 1527, por un príncipe musulmán de Banten, de Kalapa, el puerto del reino hindúista sundanés de Pajajaran. 
Madura fue conquistada en 1624 por las tropas del sultán Agung del reino de Mataram en la isla de Java. Agung impuso a la isla, antes dividida en varios pequeños principados, un linaje que tomara en 1678 el nombre de Tjakraningrat. 
En 1671, el príncipe Trunajaya, con el apoyo de algunos conspiradores de Java que planeaban tomar el trono de Mataram, tomaron el poder en Madura. Los Aliado con soldados de la ciudad de Makassar, que habían huido de Célebes después de la derrota del sultanato de Gowa ante los neerlandeses, Trunajaya comenzó a conquistar Mataram, y se decía descendiente de los reyes de Majapahit. En 1677 tomó la capital de Mataram, que saqueó, pero finalmente fue derrotado por los javanese aliados con los neerlandeses. 
Para ver el periodo colonial neerlandés, véase en la Wikipedia en francés la residencia de Madura.

## El Estado de Madura
Creado el 23 de enero de 1948 a instancias de los neerlandeses, el Negara Madura ("Estado de Madura") fue parte de la República de los Estados Unidos de Indonesia formada el 14 de diciembre de 1949, para ser finalmente incorporado en la República de Indonesia el 9 de marzo de 1950. Su walinegara (presidente) fue el príncipe R. A. A. Tjakraningrat. 

## Sultanes y príncipes madureses

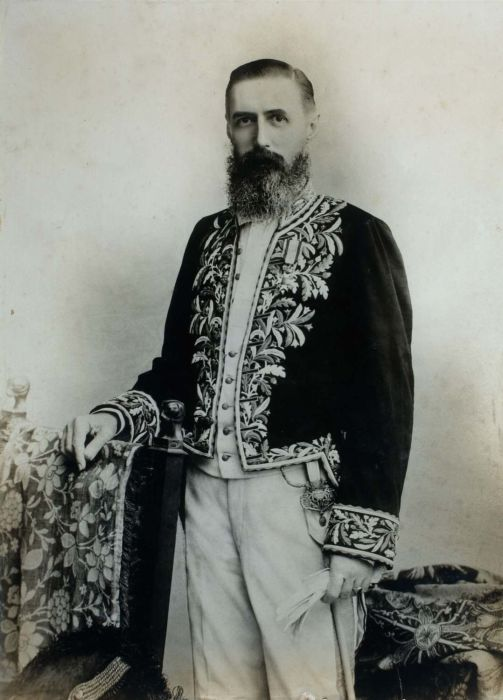
P. C. Arends, resident de Madura (hacia 1900)

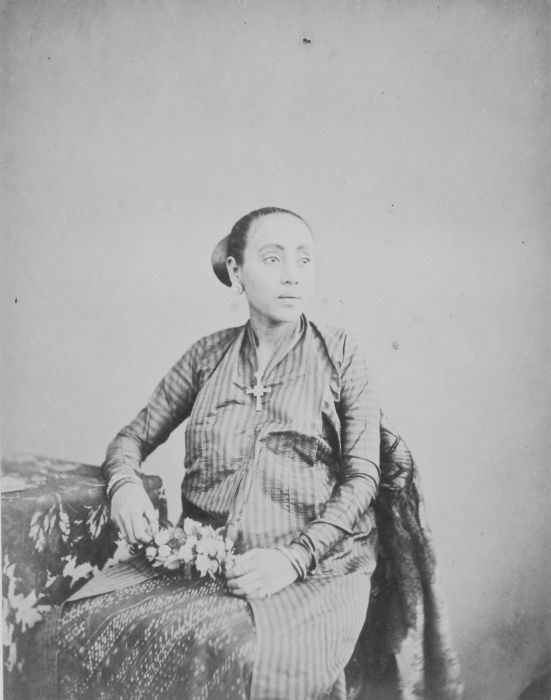
La esposa del príncipe de Bangkalan.

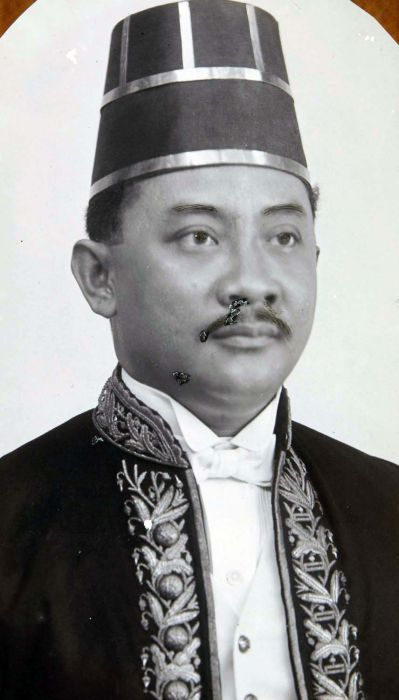
El regente (bupati) de Pamekasan.

### Bangkalan
Hacia 1531: Fundación 
Los gobernantes llevaban el título de Panembahan (príncipe): 
- ... - 1648 - Cakra Adiningrat I
- 1648-1707 - Cakra Adiningrat II
- 1707-18 - Cakra Adiningrat III
- 1718-45 - Cakra Adiningrat IV
- 1745-62 - Cakra Adiningrat V (fallecido en 1770)
- 1762-70 - Cakra Adiningrat V (s.a.)
- 1770-80 - Cakra Adiningrat VI
- 1780-08 - Cakra Adiningrat VII (fallecido en 1815)

Los gobernantes tomaron el título de sultán:
- 1808-15 - Cakra Adiningrat VII (s.a.)
- 1815-47 - Cakra Adiningrat VIII (fallecido en 1847)

Los gobernantes toman el título de Panembahan:
- 1847-63 - Cakra Adiningrat IX
- 1863-82 - Cakra Adiningrat X (fallecido en 1882)
- 1882 - Abolición del principado por el gobierno colonial,, transformándolo en regentschap.
- 1885-05 - Pangeran Suryonegoro ou Cakra Adiningrat XI
- 1905-18 - R.A.A. Suryonegoro
- 1918-45 - Raden Ario Suryowinoto
- 1945-56 - R.A. Moh. Zis Cakraningrat

### Sumenep
Alrededor de 1400: Fundación
Los gobernantes llevaban el título de Pangeran (príncipe): 
- 1767-1812 -Tirta Negara II Natakusuma I

Los gobernantes toman el nombre de Panembahan: 
- 1812-25 - Adipati Natakusuma II
- 1825-54 - Adipati Natakusuma II Paku Nataningrat
- 1854-79 - Natakusuma III
- 1879 - Abolición del principado por el gobierno colonial,, transformándolo en regentschap.
- 1879-1901 - Pangeran Ario Paku Nataningrat

### Pamekasan
Los gobernantes, que llevaban el título de Sultán, fueron los siguientes: 
- 1804-42 - Mangku Adiningrat
- 1842-53 - Adiningrat
- 1853 - Abolición del sultanato en 1853 por el gobierno colonial, transformándolo en regentschap.
- 1883-29 - Raden Tumenggung Ario Prabowinoto
- 1929-45 - Raden Adipati Ario Samdikoen